# Jan-Christoph Oetjen
Jan-Christoph Oetjen (ur. 21 lutego 1978 w Rotenburg (Wümme)) – niemiecki polityk i samorządowiec, działacz Wolnej Partii Demokratycznej (FDP), poseł do landtagu Dolnej Saksonii, poseł do Parlamentu Europejskiego IX i X kadencji.

## Życiorys
W 1997 uzyskał dyplom maturalny w rodzinnej miejscowości, studiował później nauki ekonomiczne. W 1995 wstąpił do Wolnej Partii Demokratycznej i jej organizacji młodzieżowej Junge Liberale. W latach 1997–2002 wchodził w skład zarządu krajowego JuLis w Dolnej Saksonii, przez trzy lata przewodniczył tej organizacji. W 1998 dołączył do zarządu krajowego FDP na poziomie landu. W 2001 został radnym w Sottrum, w 2006 uzyskał mandat radnego gminy zbiorowej Sottrum oraz powiatu Rotenburg (Wümme).
W 2003 po raz pierwszy wybrany na posła do landtagu Dolnej Saksonii. Z powodzeniem ubiegał się o reelekcję w 2008, 2013 i 2017. W 2019 uzyskał mandat deputowanego do PE IX kadencji. Z powodzeniem ubiegał się o poselską reelekcję w 2024.